# Aleksandr Djatsjenko (kanovaarder)
Alexander Djatsjenko (Rūdnyy 24 januari 1990) is een Russisch kanovaarder. 
Djatsjenko behaalde zijn grootste succes samen met Joeri Postrigaj met het winnen van de olympische gouden medaille tijdens de Olympische Zomerspelen 2012 in het Britse Londen.
Een jaar later werd Djatsjenko wereldkampioen op de K-2 200 meter. Tijdens de wereldkampioenschappen veroverde Djatsjenko verder nog drie zilveren en twee bronzen medailles.

## Belangrijkste resultaten

### Olympische Zomerspelen
| Editie | Plaats | Resultaten |
| ------ | ------ | ---------- |
| 2012   | Londen | K-2 200m   |

### Wereldkampioenschappen vlakwater
| Jaar | Plaats    | Resultaten            |
| ---- | --------- | --------------------- |
| 2009 | Dartmouth | K-4 200m              |
| 2010 | Poznan    | K-1 4x200m            |
| 2011 | Szeged    | K-1 4x200m            |
| 2013 | Duisburg  | K-2 200m · K-1 4x200m |
| 2015 | Milaan    | K-2 200m              |

2012: Alexander Djatsjenko & Joeri Postrigaj ·
2016: Saúl Craviotto & Cristian Toro